# Parker (Idaho)
Parker – miasto w Stanach Zjednoczonych, w stanie Idaho, w hrabstwie Fremont.